# عادل حمود
عادل حمود (عربی: عادل حمود؛ زادهٔ ۲۰ ژوئن ۱۹۸۶) بازیکن فوتبال اهل کویت است.
از باشگاه‌هایی که در آن بازی کرده‌است می‌توان به باشگاه ورزشی القادسیه کویت و باشگاه ورزشی الشمال اشاره کرد.
وی همچنین در تیم‌های ملی فوتبال کویت بازی کرده‌است.